# Экономическая школа (журнал)
Экономическая школа — научно-образовательный журнал, который выпускался в Санкт-Петербурге в 1991—1999 годах и первым журналом издающий учебные тексты по современной экономической теории на русском языке. Первый и единственный журнал, рекомендованный Министерством образования РФ в качестве учебника для студентов экономических специальностей. По первым выпускам журнала «Экономическая школа» преподавали экономическую теорию и микроэкономику в 1990-х годах во многих российских вузах (включая НИУ ВШЭ, МГУ, СПбУЭФ и многие другие).

## История создания
Инициатором создания журнала и его главным редактором стал Михаил Алексеевич Иванов (в то время — доцент кафедры ценообразования СПбУЭФ).
В редколлегии журнала работали многие известные экономисты и общественные деятели: автор известного учебника «Микроэкономика» В. М. Гальперин, декан факультета экономики НИУ ВШЭ (2000—2011) В. С. Автономов, председатель ЦБ России (2002—2013) С. М. Игнатьев, заместитель министра финансов (2010—2013) А. Л. Саватюгин, автор известных учебников по микро и макроэкономике П. И. Гребенников, директор филиала НИУ-ВШЭ в Санкт-Петербурге С. М. Кадочников, профессор МГУ В. Л. Тамбовцев и другие.
В 1991 году вышел первый выпуск журнал-учебника «Экономическая школа», первый журнал в России, который публиковал учебные материалы по микроэкономике.
В 1994 году на базе редакции журнала «Экономическая школа» был создан Институт «Экономическая школа» (1994—2003), в рамках которого был успешно реализован ряд издательских и образовательных проектов в области экономической теории.

## Содержание
C 1991 по 1999 год было выпущено пять выпусков журнала, каждый из которых содержал 10 тематических лекций по одному из разделов микроэкономики:
- Выпуск 1. «Основы анализа спроса и предложения».
- Выпуск 2. «Теория потребления»
- Выпуск 3. «Теория фирмы и рыночные структуры».
- Выпуск 4. «Рынок факторов производства».
- Выпуск 5. «Общее равновесие и теория благосостояния»

В 2000 году все лекции из журнала «Экономическая школа» были изданы в виде учебника «50 лекций по микроэкономике».
В 2006—2011 годах было подготовлено ещё два выпуска «Экономической школы» с обзорными статьями по актуальным разделам экономической теории:
- Выпуск 6. Конкуренция и конкурентная политика (под ред. С. Б. Авдашевой).
- Выпуск 7. Международная экономика (под ред. А. П. Киреева и В. Д. Матвеенко).

## Критика
По мнению профессора кафедры институциональной экономики НИУ ВШЭ Санкт-Петербург Андрея Заостровцева журнал «Экономическая школа» возник как противодействие преподаванию в вузах раздела официальной идеологии советской эпохи — марксистско-ленинской политической экономии. Журнал в простой, наглядной и доходчивой форме рассказывал о современной микроэкономике.